# Mešita Bajrakli
Mešita Bajrakli (srbsky Бајракли џамија) se nachází v hlavním městě Srbska, Bělehradu. Je jedinou stavbou tohoto typu z původních osmdesáti v srbské metropoli, která stále stojí a slouží věřícím.[zdroj?] Nachází se v bývalé turecké čtvrti Bělehradu, která se rozpínala na jižním břehu Dunaje od pevnosti Kalemegdan směrem na východ.
Mešita vznikla v roce 1575 Bajrak je turecký výraz pro vlajku a bajrakli znamená „s vlajkou“. Mezi lety 1717 a 1739, kdy Bělehrad a jeho okolí obsadila habsburská vojska byla přebudována na katolický kostel, avšak poté, co Osmané získali opět vládu nad městem původní účel stavby obnovili.
Mešita též byla poškozena 18. března 2004, kdy během nepokojů v Kosovu ji výtržníci zapálili jako symbol Albánců, jež jsou převážně muslimové. Během jedné z četných demonstrací proti nezávislosti Kosova kordon protestujících provalil policejní ohrady a skanduje heslo "Ubij Šiptara" směřoval k jediné bělehradské mešitě s cílem ji zapálit. Na dvoru mešity se skutečně podařilo požár založit. Soudní proces s výtržníky probíhal během roku 2012.